# Иоаниди, Семён Семёнович
Семён Семёнович Иоаниди (30 апреля 1928, Бахчисарай — 25 октября 1998, Новосибирск) — советский и российский актёр, режиссёр, основатель новосибирского театра «На левом берегу». Заслуженный деятель искусств РСФСР (1972).

## Биография
Родился 30 апреля 1928 года в Бахчисарае. Окончил студию Ленинградского Большого драматического театра (1947).
С 1947 по 1949 год трудился в Ленинградском театре имени Ленинского комсомола, после чего работал в составе гастрольных коллективов Московского областного драматического театра имени А. Н. Островского и театра Тихоокеанского флота.
В 1958 году принят актёром в новосибирский драматический театр «Красный факел».

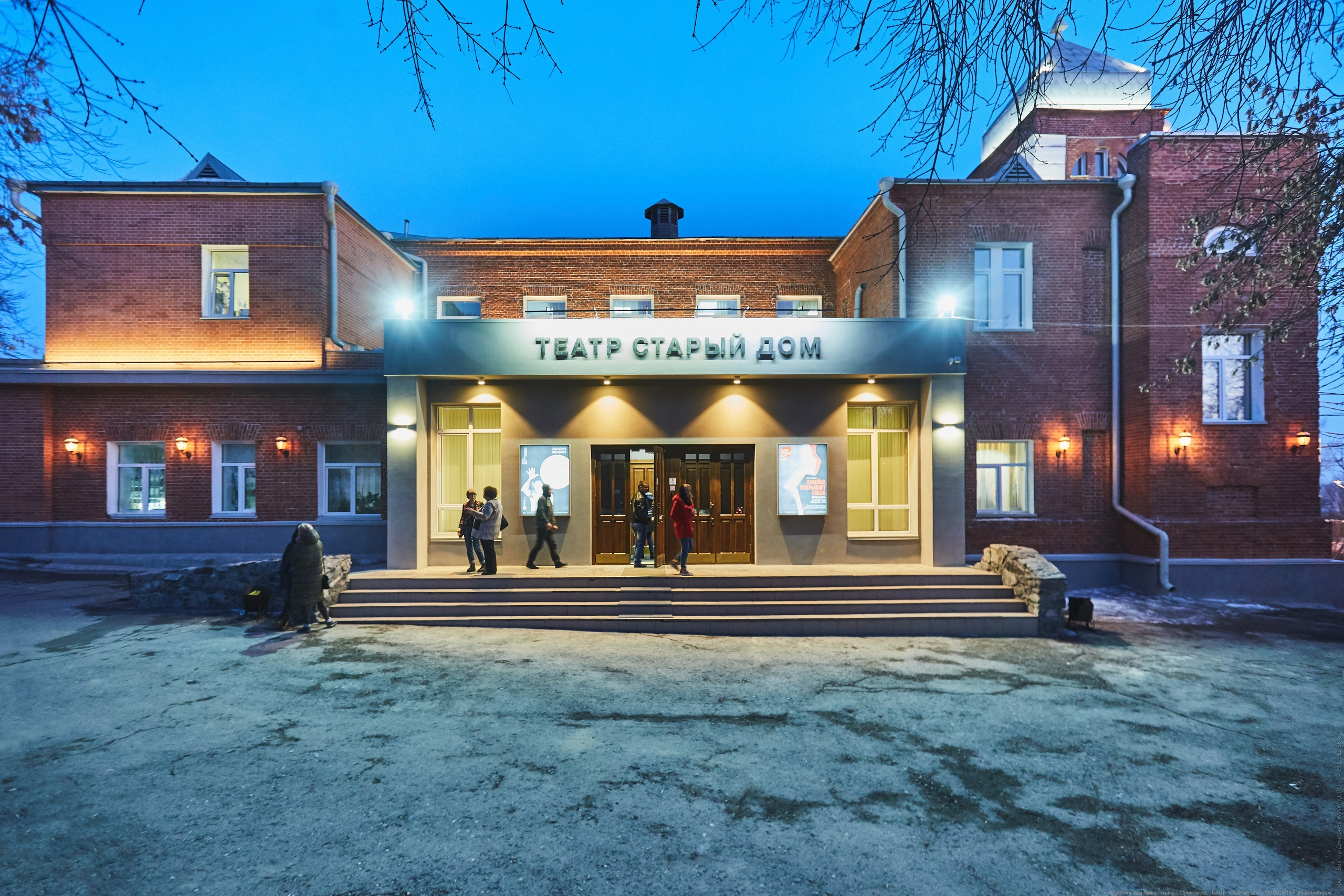
Здание, переданное Областному драматическому театру (современный «Старый дом») благодаря С. С. Иоаниди и А. М. Махмутову.

С 1963 по 1974 год был главным режиссёром Областного драматического театра (современный театр «Старый дом»), который под его руководством вернул себе зрительскую симпатию и заинтересовал критиков обдуманным блестяще исполненным репертуаром. Усилиями Иоаниди и директора театра А. М. Махмутова творческий коллектив получает сооружённое в 1912 году А. Крячковым здание и реконструирует его под театр, открытый на новом месте в 1967 году.
С 1974 по 1980 — главный режиссёр «Красного факела».
Добился перевода драматического народного кружка при ДК имени Клары Цеткин в степень театра, получившего статус «народного» сразу после первого спектакля «Ромео и Джульета» (1959). С 1958 по 1963 год возглавлял школу-студию народного театра. В 1982—1998 годах был художественным руководителем театра «На левом берегу».
Умер 25 октября 1998 года в Новосибирске. Покоится на Заельцовском кладбище рядом с женой А. Я. Покидченко (1926—2014), народной артисткой СССР.

## Роли
- «Золотой телёнок» (И. Ильф и Е. Петров; 1959) — Кукушкинд;
- «Живой труп» (Л. Толстой; 1959) — Виктор Каренин;
- «Барабанщица» (А. Салынский; 1959) — Фёдор;
- «Весенние грозы» (Л. Гераскина; 1959) — Вадим Валентинович, Николай Иванович;
- «Мамаша Кураж и её дети» (Б. Брехт; 1960) — Фельдфебель с повязкой;
- «Ради своих близких» (В. Лаврентьев; 1961) — Карпов;
- «Океан» (А. Штейн; 1961) — Туман;
- «Проводы белых ночей» (В. Панова; 1961) — Махровый;
- «Счастливые нищие» (К. Гоцци; 1962) — Калаф;
- «Перед ужином» (В. Розов; 1963) — Серёгин[1].

## Постановки
| - «Свет далёкой звезды» (А. Чайковский и П. Павловский; 1963); - «Коварство и любовь» (Ф. Шиллер, 1964); - «Добрый человек из Сезуана» (Б. Брехт; 1965); - «Привал в Арко Ирис» (Д. Дымов; 1966); - «Шторм» (Б. Билль-Белоцерковский; 1967); - «Тогда в Севилье» (С. Алешин; 1968); - «Василиса Мелентьева» (А. Островский; 1969); - «Трибунал» (А. Макаёнок; 1970); - «Бесприданница» (А. Островский; 1972); - «Макбет» (В. Шекспир; 1973); - «Средство Макропулоса» (К. Чапек; 1973); - «Дама-неведимка» (П. Кальдерон; 1974); - «Антигона» (Ж. Ануй; 1974); - «Старомодная комедия» (А. Арбузов; 1975); - «Интервью в Буэнос-Айресе» (Г. Боровик; 1975); | - «Да здравствует королева, виват!» (Р. Болт; 1976); - «Дон Хуан» (Г. Фигейредо; 1977); - «Большевики» (М. Шатров; 1977); - «Гнездо глухаря» (В. Розов; 1979); - «Единственный наследник» (Ж.-Ф. Реньяр; 1982); - «Люди, которых я видел» (С. Смирнов; 1985); - «Диоген» (Б. Рацер и В. Константинов; 1987); - «Великий Будда, помоги им!» (А. Казанцев; 1988); - «Похождения солдата Ивана Чонкина» (В. Войнович; 1989); - «Анфиса» (Л. Андреев; 1991); - «Мы идём смотреть Чапаева» (О. Данилов; 1992); - «Гамлет» (В. Шекспир; 1995); - «Последний парад» (А. Косенков; 1996); - «Дама-неведимка» (П. Кальдерон; 1997); - «Гедда Габлер» (Г. Ибсен; 1997); - «Конец — делу венец» (В. Шекспир; 1997). |